# Особливі обставини
«Особливі обставини» («Xüsusi vəziyyət») — радянський двосерійний телефільм 1986 року, знятий режисером Тофіком Ісмайловим на кіностудії «Азербайджанфільм».

## Сюжет
Телефільм за мотивами роману Манафа Фараджа Огли Сулейманова «На вершинах». В основі сюжету — конфлікт між начальником дільниці та директором гірничозбагачувального комбінату, заснований на різних підходах до проблем сучасного виробництва.

## У ролях
- Тофік Мірзоєв — Дамір
- Сіявуш Аслан — Веледзаде
- Ірада Акімова — Халіда
- Рафаель Дадашев — Заїд
- Гамлет Хані-заде — Сарханов
- Раміз Азізбейлі — Юсіф
- Яшар Нурі — Самсон
- Мабут Магеррамов — Манафов
- Гюмрах Рагімов — Давуд
- Самандар Рзаєв — відповідальний секретар редакції
- Фірангіз Шаріфова — мати Халіди
- Айгюль Ісмаїлова — Гюля
- Рафік Карімов — Акпер
- Софа Басірзаде — Гевхар Хала
- Ільхам Аскеров — Раджаб
- Таріель Касімов — Халім
- Вагіф Мамедов — Вагіф
- Л. Мелікова — Вефа
- А. Шамілова — епізод
- Алі Самедов — епізод
- Ніязі Ахмедов — епізод
- Наїда Оруджева — епізод
- Т. Нурієв — епізод

## Знімальна група
- Режисер — Тофік Ісмайлов
- Сценарист — Раміз Фаталієв
- Оператор — Кенан Мамедов
- Композитор — Тофік Кулієв